# Erg (Wüste)

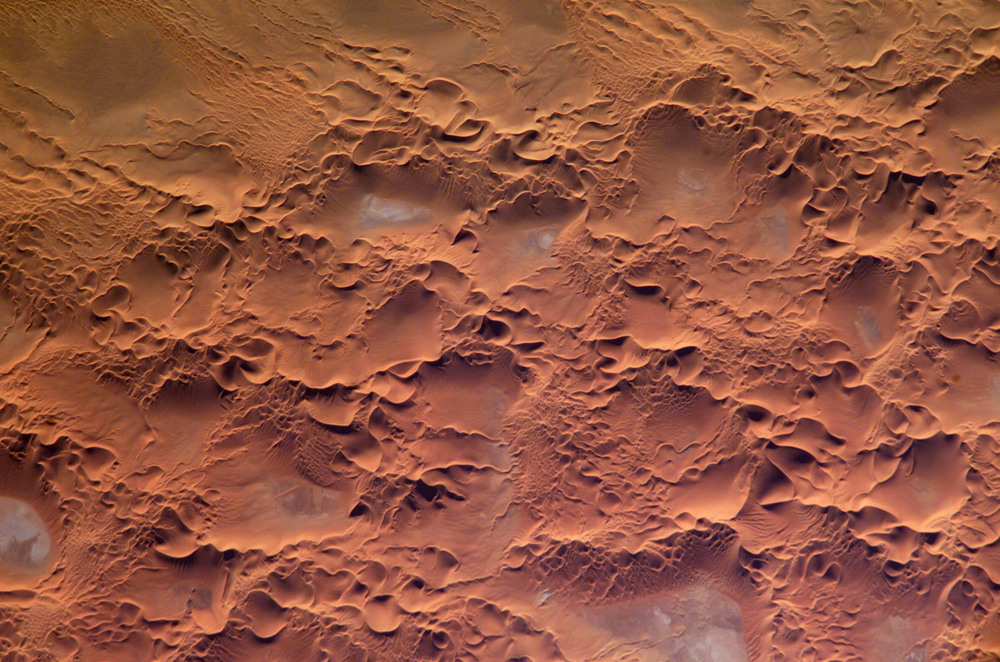
Erg Issaouane, Algerien, Satellitenbild, 16. Januar 2005

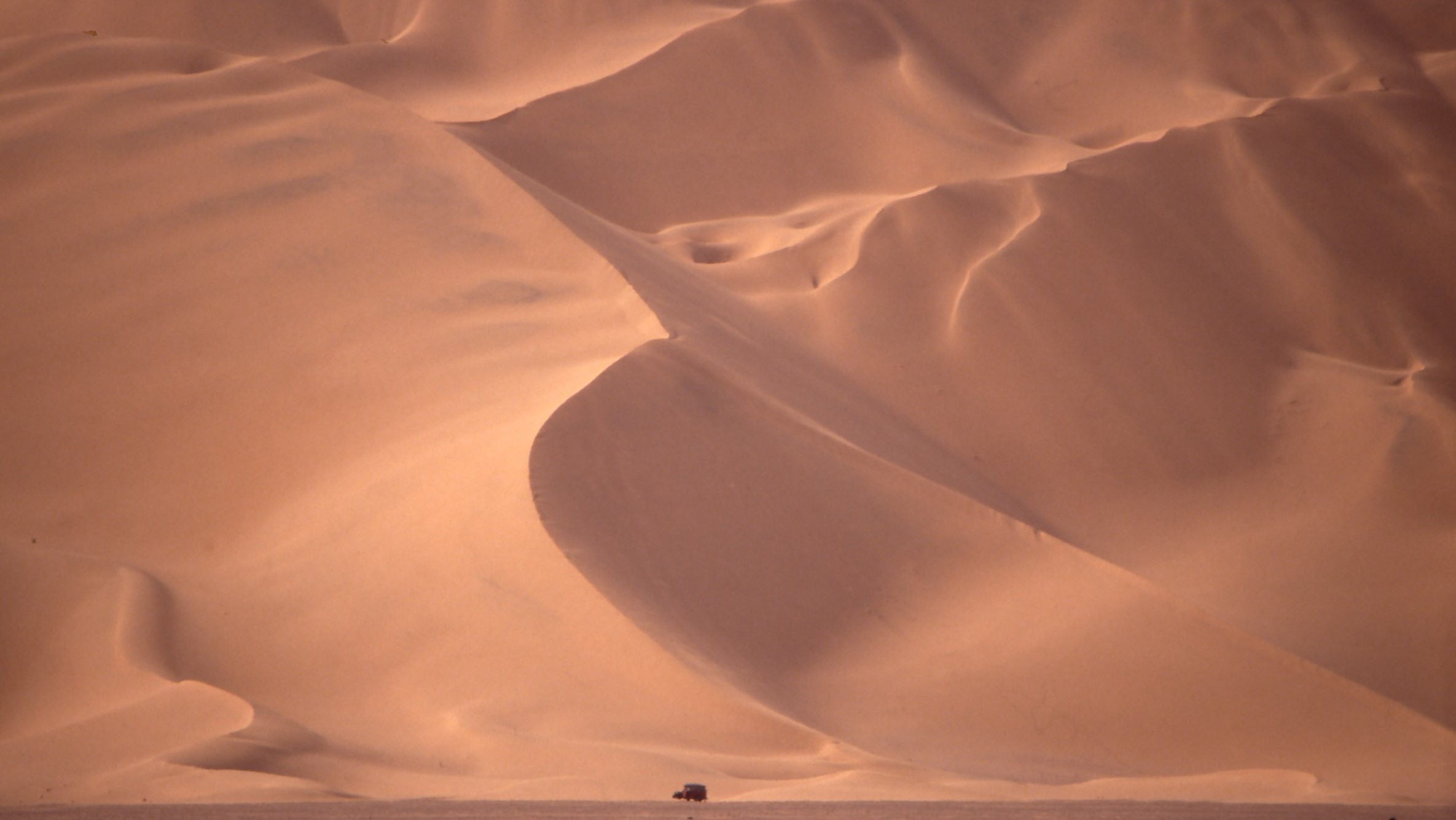
Geländefahrzeug vor einer großen Düne im westlichen großen Erg in Algerien

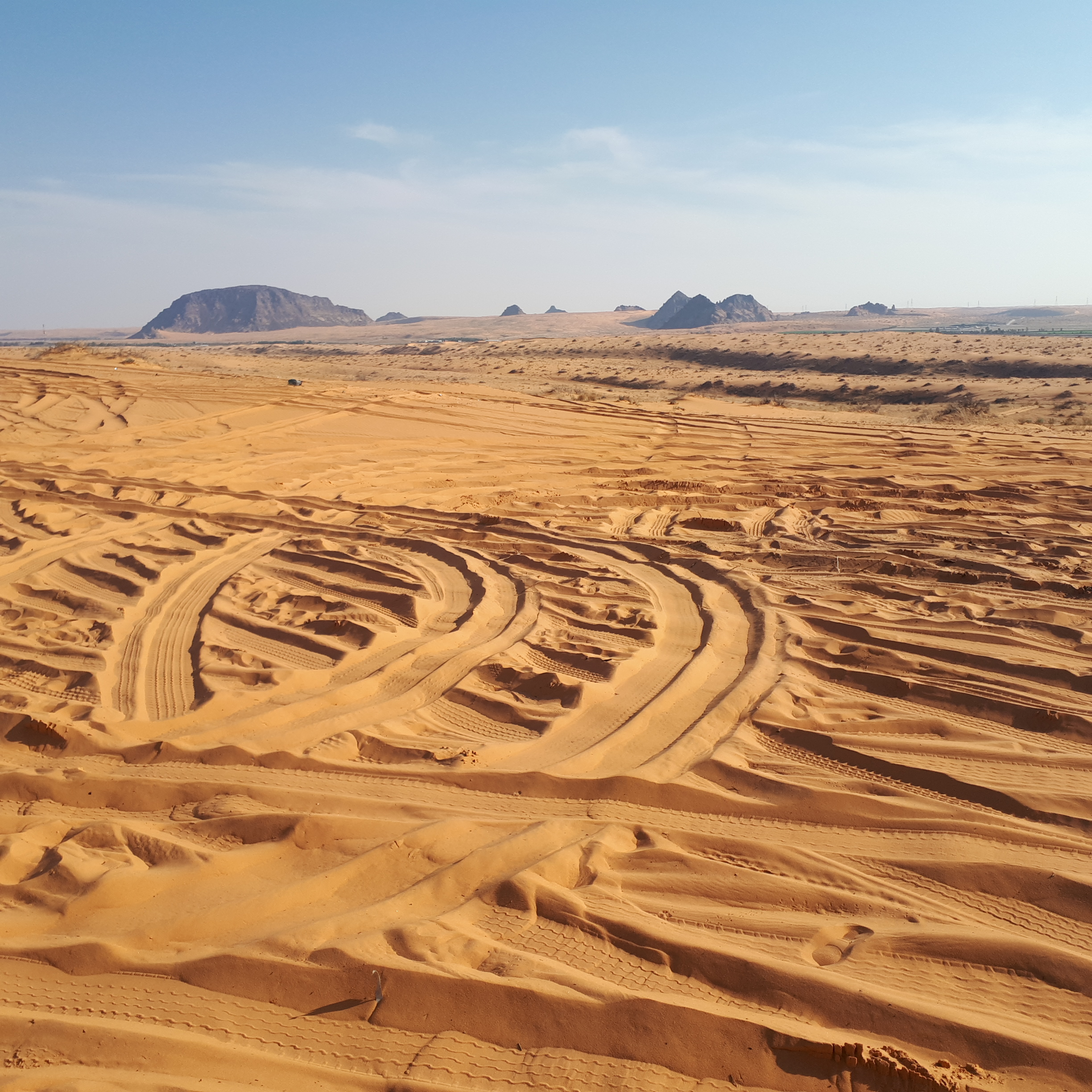
Sandwüste mit Sandsteinfelsen beim UNESCO-Weltnaturerbe Jubbah, Saudi-Arabien

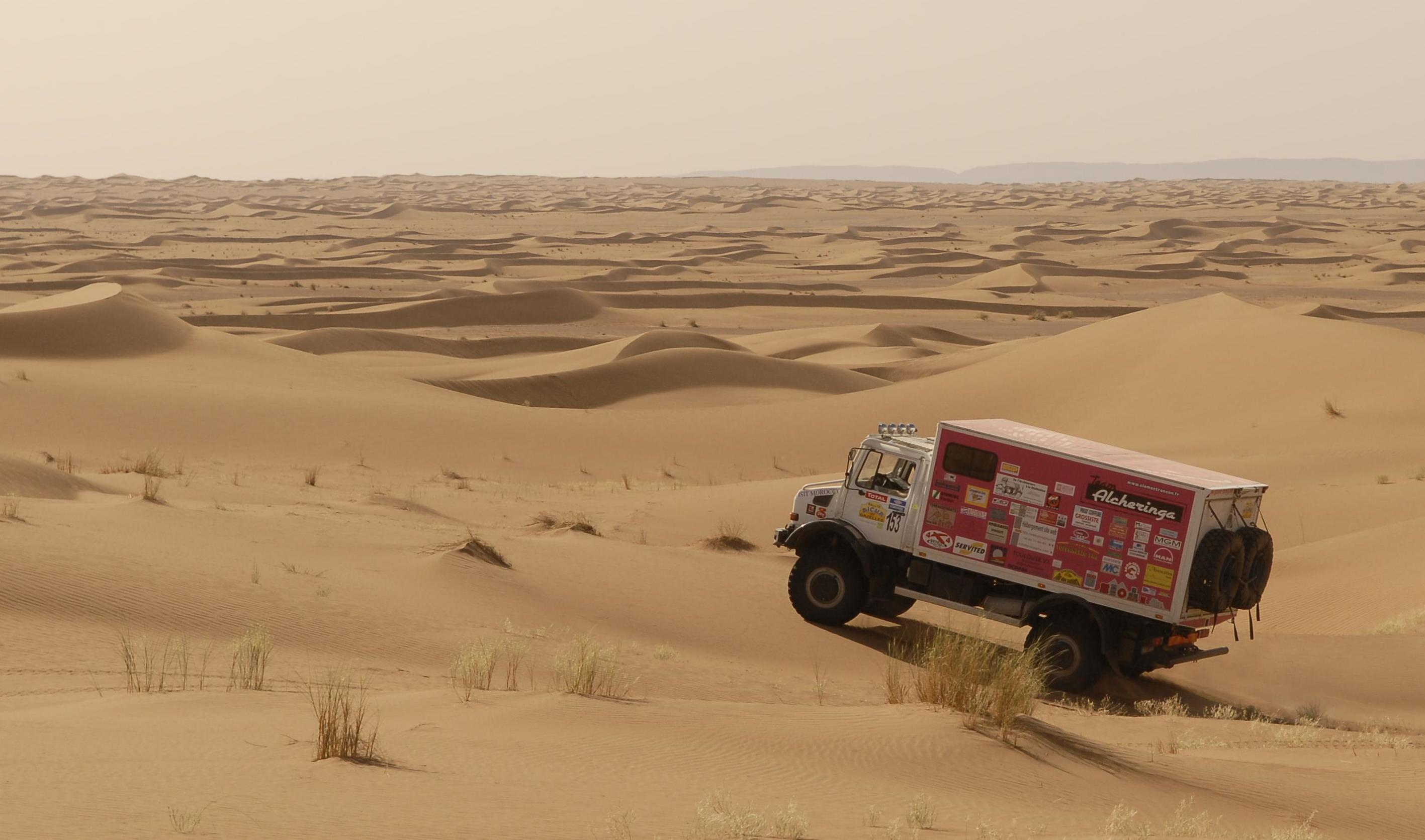
Unimog-Lkw in der marokkanischen Sahara

Als Erg (arabisch عرق, DMG ʿirq ‚Dünenmeer‘), in Westsahara und der Libyschen Wüste auch Edeyen, bezeichnet man große Sandmeere und Dünenfelder in den Wüstengebieten der Erde. Sie können eine Fläche von bis zu 500.000 km2 bedecken und machen in etwa 20 Prozent der gesamten Wüstengebiete aus. Große Ergs liegen auf der arabischen Halbinsel und in der Sahara, wo sie auch in etwa 20 Prozent des Trockenraums bedecken. Einige Dünen sind bis zu 300 m hoch.
Den größten Teil der Wüstenflächen nimmt die Hammada (Stein-/Felswüste) mit circa 70 Prozent  ein. Die restlichen 10 Prozent bestehen aus Kies (Serir) und gemischten Oberflächen (Reg).
Zu Ergs der Sahara gehören:
- Erg Ubari im Westen Libyens
- Westlicher Großer Erg im Nordwesten Algeriens
- Östlicher Großer Erg im Osten Algeriens
- Erg Issaouane im Osten Algeriens
- Erg Iguidi im Südwesten Algeriens
- Erg Chech im Südwesten Algeriens
- Großer Sandsee im Westen Ägyptens
- Erg Chebbi im Süden Marokkos
- Erg Chegaga im Süden Marokkos
- Große Sandwüste von Bilma im Osten Nigers
- Tal im Südosten Nigers
- Erg du Djourab im zentralen Tschad